# Marboz
Marboz település Franciaországban, Ain megyében. Lakosainak száma 2262 fő (2022. január 1.). Marboz Attignat, Bény, Foissiat, Pirajoux, Saint-Étienne-du-Bois, Villemotier, Viriat és Bresse Vallons községekkel határos.

## Népesség
A település népességének változása:
| Lakosok száma | 1680 | 1926 | 2026 | 2195 | 2196 | 2215 | 2244 | 2276 | 2275 | 2262 |
|               | 1968 | 1982 | 1990 | 2006 | 2013 | 2015 | 2017 | 2019 | 2020 | 2022 |